# Baron (Oise)
Baron ist eine französische Gemeinde mit 740 Einwohnern (Stand: 1. Januar 2022) im Département Oise in der Region Hauts-de-France (vor 2016: Picardie); sie gehört zum Arrondissement Senlis und zum Kanton Nanteuil-le-Haudouin.

## Geographie
Die Gemeinde Baron liegt 25 Kilometer südöstlich von Creil und etwa 45 Kilometer nordöstlich von Paris am Flüsschen Nonette. Umgeben wird Baron von den Nachbargemeinden Fresnoy-le-Luat im Norden und Nordosten, Rosières im Osten, Versigny im Osten und Südosten, Montagny-Sainte-Félicité im Süden, Montlognon im Südwesten, Fontaine-Chaalis im Westen, Borest im Westen und Nordwesten sowie Montépilloy im Nordwesten.

## Bevölkerungsentwicklung
| Jahr                       | 1962 | 1968 | 1975 | 1982 | 1990 | 1999 | 2006 | 2013 | 2021 |
| -------------------------- | ---- | ---- | ---- | ---- | ---- | ---- | ---- | ---- | ---- |
| Einwohner                  | 608  | 597  | 598  | 715  | 741  | 777  | 779  | 784  | 752  |
| Quellen: Cassini und INSEE |      |      |      |      |      |      |      |      |      |

## Sehenswürdigkeiten
- Kirche Saint-Pierre-Saint-Paul aus dem 15. Jahrhundert, Monument historique seit 1840
- Herrenhaus und Zehntscheune von Beaulieu-le-Vieux, Monument historique
- Lavoir

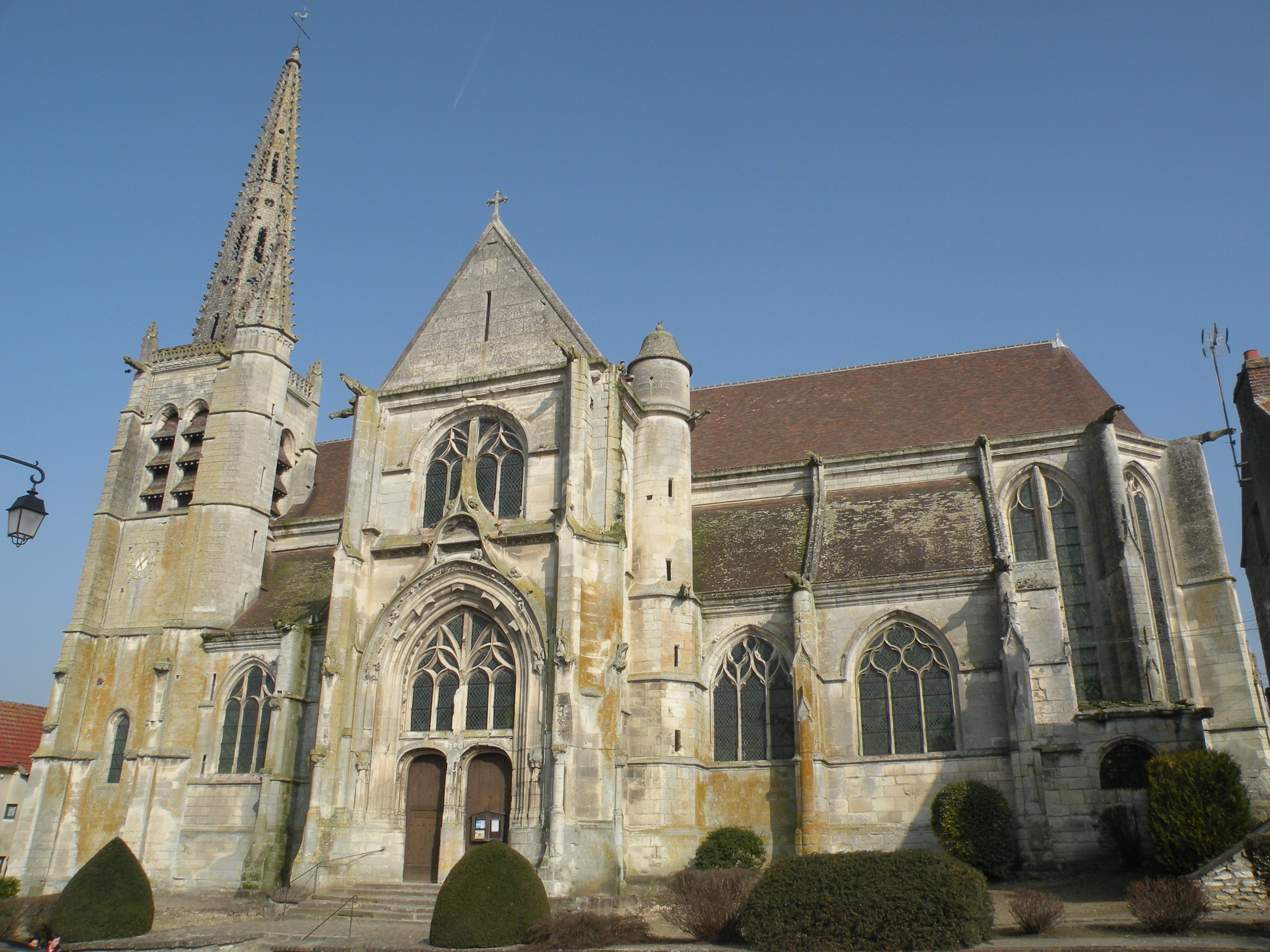
Kirche Saint-Pierre-Saint-Paul
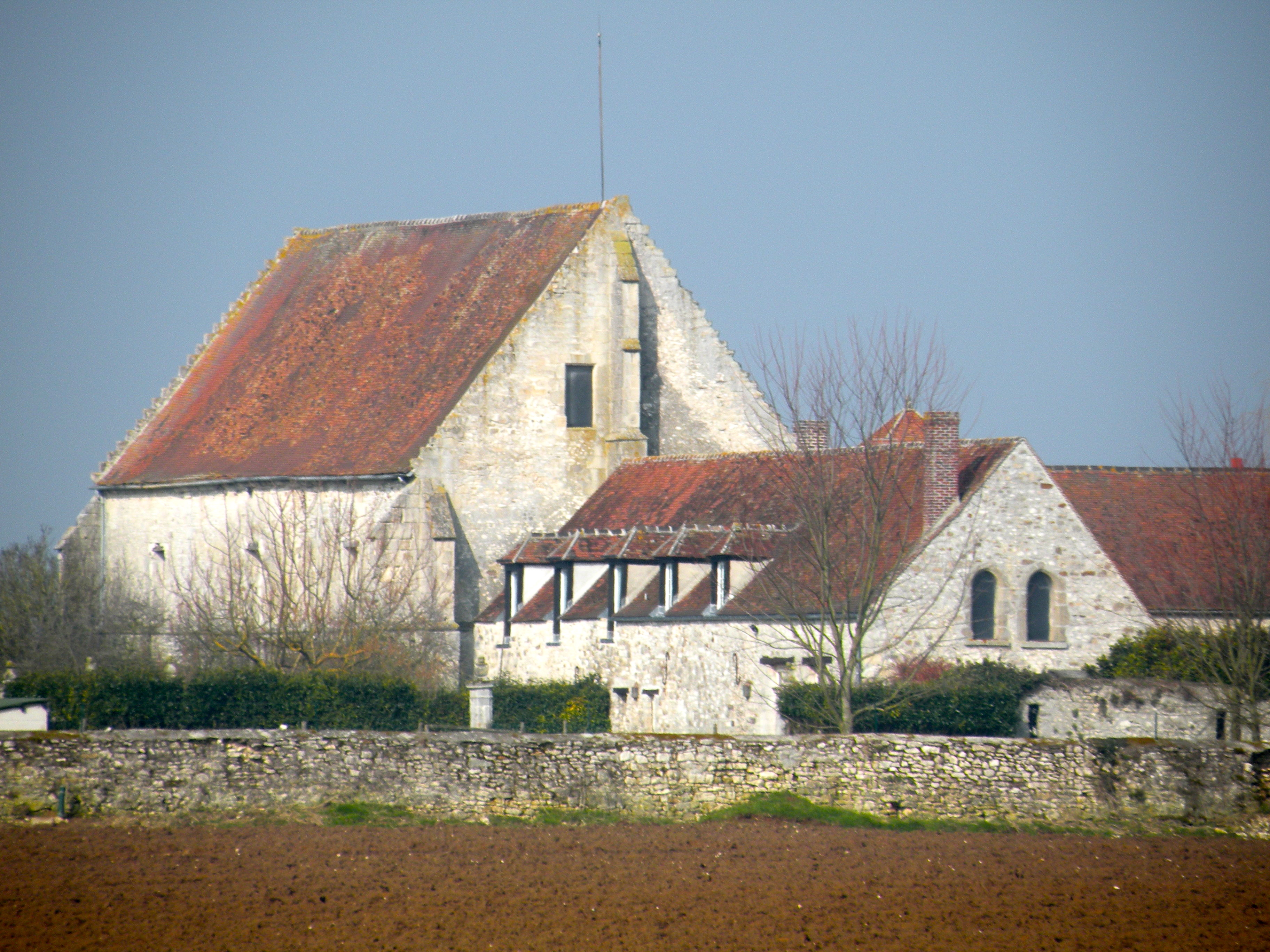
Herrenhaus mit Zehntscheune in Beaulieu-le-Vieux
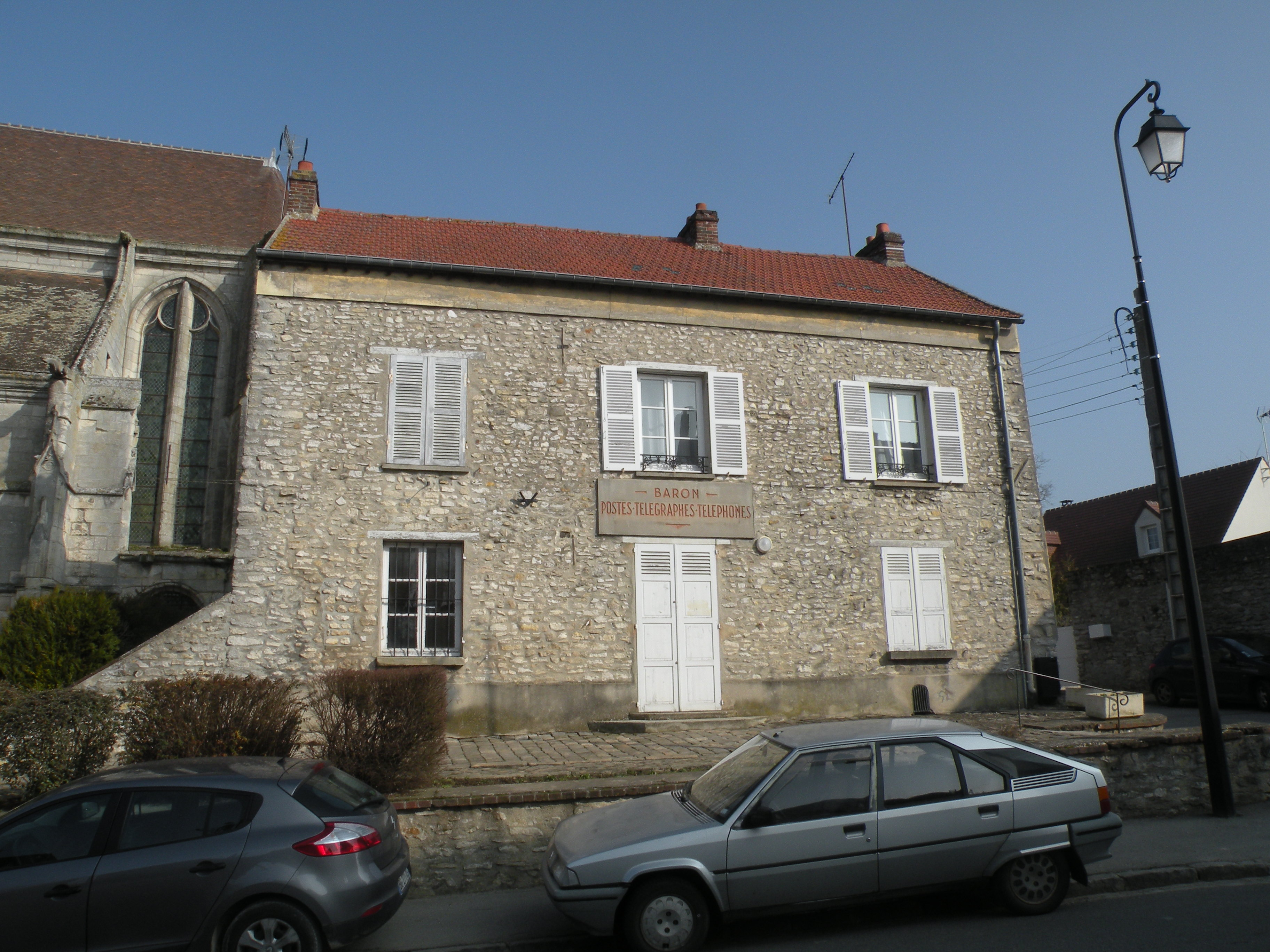
Postamt
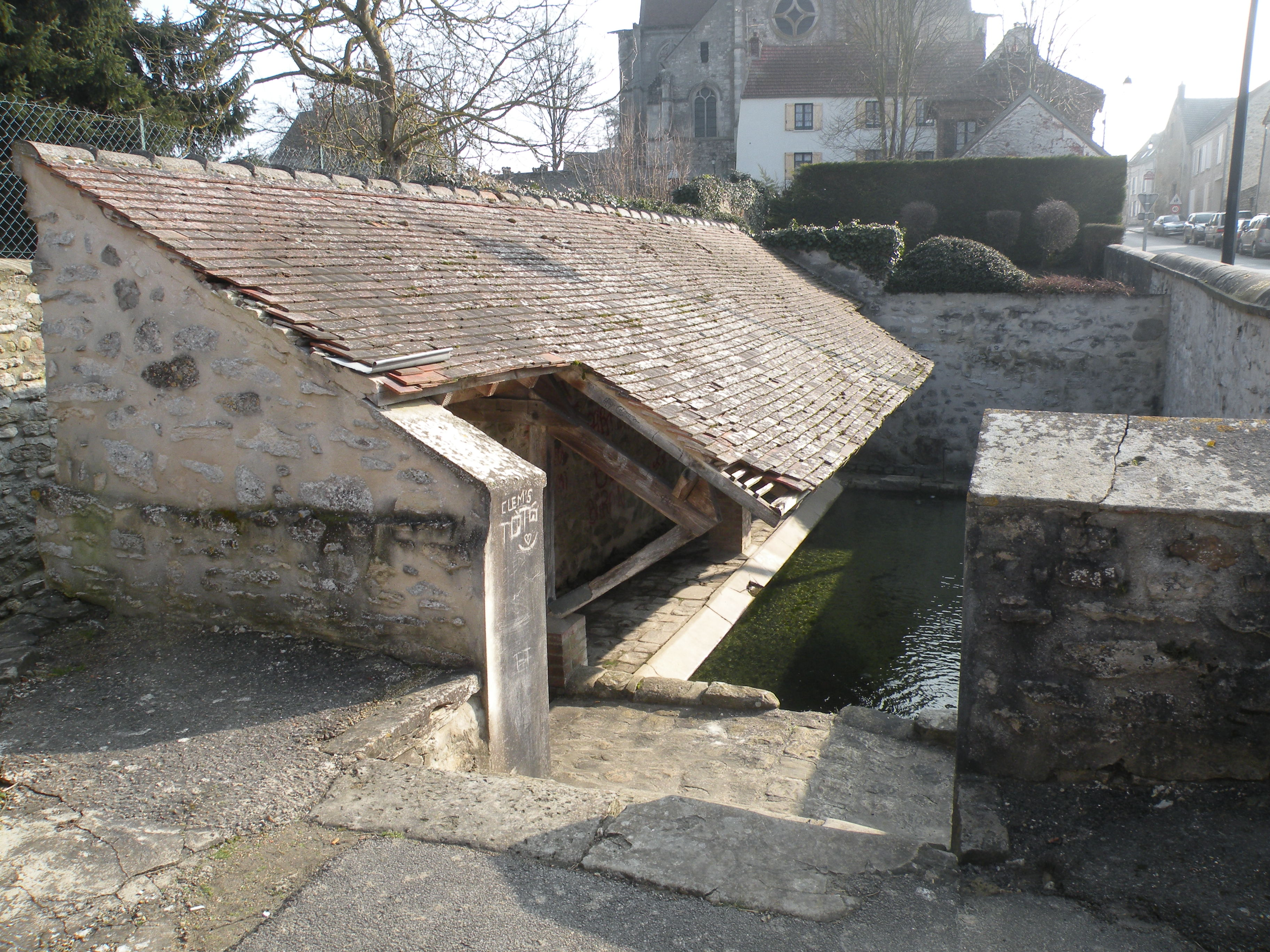
Lavoir
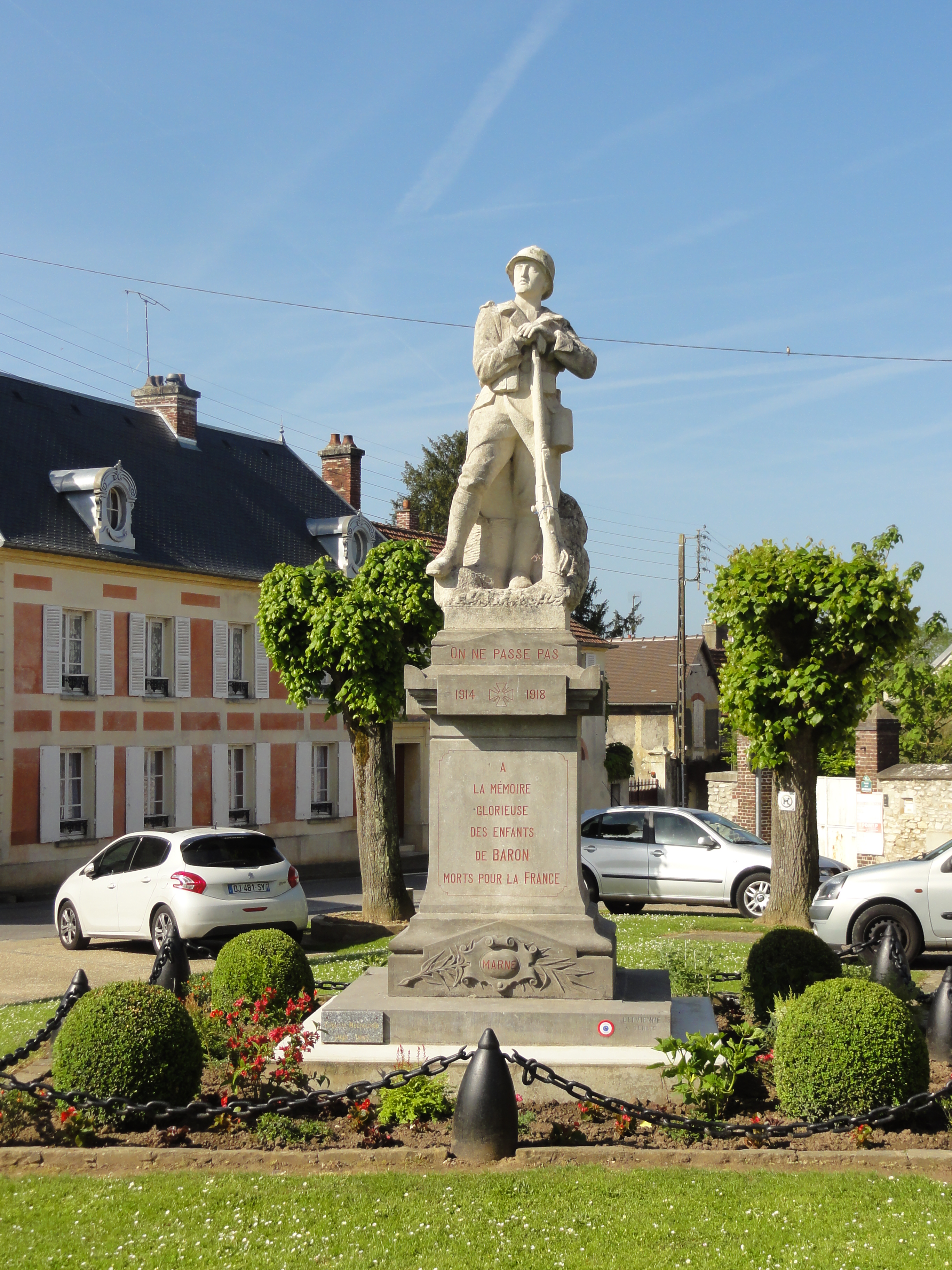
Gefallenendenkmal

## Persönlichkeiten
- Albéric Magnard (1865–1914), Komponist